# 月刊ブシロード
月刊ブシロード（ゲッカンブシロード）は、ブシロードグループのブシロードワークスが編集・発行していた日本の少年向け漫画雑誌。KADOKAWAが発売していた。毎月8日発売。なお、創刊号はその月の8日が日曜日のため、6日に繰り上げ発売された。略称は「月ブシ」。

## 概要
ブシロードが展開するトレーディングカードゲームを題材とした漫画作品をメインとし、ほか同社コンテンツを取り上げた読み物などで構成される。『ケロケロエース』（角川書店）の廃刊にあたり、同誌で連載されていた『カードファイト!! ヴァンガード』を継続するための雑誌として創刊された。創刊にあたっては東京と横浜でアニメ『ふたりはミルキィホームズ』主演の声優・寺川愛美（現：愛美）と伊藤彩沙を起用したキャンペーンが行なわれた。
2015年6月1日より公式サイトをリニューアル。連載全作品の第1話が閲覧できるようになった。
時期は不明だが、過去はブシロードメディアは編集のみ行い、同社グループ中核企業のブシロードが発行する体制だったが、以降はブシロードメディア→ブシロードクリエイティブ→ブシロードワークスが編集から発行まで行っていた（KADOKAWAへの発売委託は変わらず）。
一時は、2018年末を以て廃刊することが水面下で決定していたが、ブシロードグループのライブイベント等の先行申込券を付属したところ、販売部数・読者数や話題が増え、相乗効果を得られることが確認されたため、廃刊を取り止めた。翌2019年4月からはブシロードメディアの代表（当誌の編集人）にKADOKAWAから招聘した安田猛を迎え、2020年には後述の大幅リニューアルや、グループ再編によってブシロードメディアが出版編集専業となるなど、改革が進められた。
誌名ロゴは、2019年まではブシロードの旧ロゴをベースにしたものだったが、2020年から2022年までは英字の「MONTHLY BUSHIROAD」表記を中心とし、合わせて吹き出しの中にカタカナで「ゲッカンブシロード」表記したロゴに変更。その後、2022年から7月号より英字を廃し「ゲッカンブシロード」表記としたロゴに再度変更された（ただし、誌名変更をしたわけではなく、あくまでロゴのみの変更である）。
2023年12月8日、2024年4月8日発売の5月号をもって休刊することが発表された。一部の連載作品は、掲載媒体を変更した上で連載を継続する。
2025年4月8日、「カードゲーム祭2025」開催に伴う記念号『年刊ブシロード2025』が発売された。書店流通を使用せず、レコード店、カードゲーム販売店などに流通を絞り、発行・発売ともに株式会社ブシロードワークスとなる。

## 連載作品

### 休刊時の掲載作品
特記のない作品は創刊号（2013年10月号）からの連載。
- BanG Dream! ガルパ☆ピコ コミックアンソロジー（原作：ブシロード、漫画：石田彩、藤島真ノ介、ずんだコロッケ、たぬきち、風華チルヲ（月替り））2018年11月号 - 2024年5月号（3月号からは「バンドリ！ ガールズバンドパーティ！ コミックアンソロジー おんぱれーど!!」に改題）
- カードゲームしよ子（西あすか）創刊号 - 2019年11月号、2020年6月号 - 2024年5月号、年刊2025号
- てっぺんっ!!!（ストーリー原案：いぬじゅん、漫画：なまむぎ、原案協力：チームY）2021年1月号 - 2024年5月号
- 輝け!! スターダム女子校（漫画：たぬきち powered by STARDOM）2021年5月号 - 2024年5月号
- カードファイト!! ヴァンガード YouthQuake（漫画：Quily、シリーズ原案：伊藤彰）2022年7月号 - 2024年5月号
- よんこまてっぺんっ!!!!!!!!!!!!!!!（漫画：森みさき、原案：てっぺんグランプリ実行委員会）2023年5月号 - 2024年5月号
- カードファイト!! ヴァンガード will+Dress D2（原案：伊藤彰、漫画：影山なおゆき）2023年11月号 - 2024年5月号

### 不定期連載作品
- ろんぐらいだぁすとーりーず！（原作・原案:LONGRIDERS、漫画：三宅大志）2019年4月号 - 2024年8月号（最終掲載は2022年9月号で以降は休載中表記）
- RAiSe! The story of my music（画：しいはらりゅう、原作：ブシロード、ストーリー原案：中村航）2019年2月号 - 12月号、2020年3月号 ‐ 2024年5月号

### 月刊ブシロード公式サイト連載作品
- のぞき見しよ子（西あすか）[注 2]2014年2月 - 2016年4月

### 過去の掲載作品
- バウンドモンスターズ（西あすか）2013年創刊号 - 2014年4月号
- MANGA キング・オブ・豆しばプロレス（二階堂綾乃）[注 3][8]2014年7月号 - 9月号
- カードボンバーまさし（浜田ぢゅんいち）2013年12月号、2014年10月号
- 熱風海陸ブシロード SIDE：SUOU（原作：吉田直 / ブシロード / ニトロプラス、脚本：ハラダサヤカ、作画：細雪純 / キネマシトラス）2013年創刊号 - 2014年10月号
- カードファイト!! ヴァンガード外伝 光の剣士（原案：伊藤彰、作画：コシミズマコト）2013年創刊号 - 4月号、6月号 - 10月号
- カードファイト!! ヴァンガード オリジナル#0（伊藤彰）2014年11月号
- アイガン（漫画：平和ライチ　原作：大岡東白）2014年11月号
- でゅえるメイトLINKER（湯島ましゆ）2014年11月号、2015年4月号、10月号、2016年9月号、2017年2月号
- 探偵オペラ ミルキィホームズ 〜フェザーズ篇〜（かなん）2013年12月号 - 2014年11月号
- 4コマ翠星のガルガンティア（作画：うず、原作：オケアノス）2014年8月号 - 2015年1月号
- バミューダ△　カレン オン ステージ♪（石田彩）2014年4月号 - 2015年1月号
- 禁断召喚サモンマスター クインテットプリンセス（作画：椿春雨、脚本：和田宜之）2014年5月号 - 2015年3月号
- ファイヤーレオン 〜新日本プロレス編〜（徳光康之）2013年創刊号 - 2015年4月号
- カードファイト!! ヴァンガードG（伊藤彰）2014年12月号 - 2015年4月号
- 私の恋はきこえない（西あすか）2015年6月号
- ルーラーゲーム（原作：上辻椎一、作画：森川和彦）[注 4]2015年7月号 - 9月号
- BanG_Dream!〔星の鼓動〕（バンドリ！スタービート）（原作：ナカムラコウ、作画：石田彩）2015年2月号 - 2016年1月号
- デリシャス・ロア（こやま基夫）2016年3月号、2016年12月号
- 「コメット・ルシファー」スピンオフ『こめ☆るし』（chisato）2015年11月号 - 2016年4月号
- ヴァンガード 光の剣士 外伝 †SHINE OF SHADOW†（コシミズマコト）2016年4月号
- かあどぶ（パンダ師匠）[注 5]
- 探偵オペラ ミルキィホームズ はじめまして。（水島空彦）2014年12月号 - 2016年5月号
- 惑星クレイ絵物語　目指せ！トップアイドル（原作：ノ霧、作画：石田彩）2016年7月号、8月号
- BanG Dream! よんこま　ばんどりっ！（作画：しろいはくと、原作：ISSEN、ストーリー原案：中村航）2016年9月号、2017年2月号[注 6]
- お食事しよ子（西あすか）2016年9月号
- しろくろジョーカー〜ブショウ烈伝！〜（作画：曲小唄、協力：高橋皓太郎）2015年6月号 - 9月号
- じーれぽ 〜G1 CLIMAX 26 突撃レポート〜（16号）2016年10月号
- 4コマらんぶっ！（作画：菊野郎　原案：「刀剣乱舞-ONLINE-」）2015年8月号 -2016年10月号、
- 魔物〈フルドラ〉は夜に啼く（片瀬優）2016年11月号
- カードファイト!! ヴァンガード （伊藤彰）※（2013年9月号までは『ケロケロエース』）2013年10月号 - 2017年5月号
- ラクエンロジック パラドクスツイン（原作：Saptpia、原案監修：高橋悠也、脚本：佐々木充敦、漫画：綾杉つばき）2016年3月号 - 2017年5月号
- 探偵オペラ ミルキィホームズ ぽっしぶる。番外編（水島空彦）2017年7月号
- カードファイト!! ヴァンガードSS（シューティングスター）（三越はるは）2017年7月号、8月号
- 修導士の帰還（原作：おおにしナシナ、作画：荒木佑輔）2017年9月号
- 孤高の英雄殺し(アンチヒーロー)（栗山飛鳥）2017年9月号
- 探偵オペラ ミルキィホームズ ぽっしぶる。（水島空彦）2017年1月号 - 6月号
- すとろんぐすたいる（16号）[9]2014年2月号 - 5月号、2015年5月号 -2016年4月号、2016年6月号 - 9月号、11月号、2017年2月号
- スマホ忍法帳ススメ（伊能シシィ）2015年5月号、8月号、10月号 - 12月号、2016年4月号、6月号、7月号、12月号、2017年6月号（第1回月ブシ・ザ・マンガ大賞　少年マンガ部門大賞受賞作）
- ヴァンがあどぶ（徳光パンダ師匠）[注 7][10]2016年5月号 - 7月号、9月号、2018年10月号、2019年2月号
- エジコミ!!〜私の彼はエジプト神♡〜（ユミサキ）2016年8月号 - 2018年1月号
- ひなろじ〜from Luck & Logic〜 あまくち（原作：Septpia、作画：新津ニイ）2017年7月号 - 2018年1月号
- めがみめぐりの4コマめぐり（原作：カプコン、作画：巻々廻）2017年7月号 - 2018年1月号
- さんふぁん〜東離漫遊紀〜（原作：Thunderbolt Fantasy Project　作画：えむお）2017年3月号 - 2017年11月号、2019年10月号　/（原作：Thunderbolt Fantasy Project、作画：ぱなこ）2018年1月号 - 10月号
- BanG Dream! ガールズバンドパーティ！ Roselia Stage（漫画：毒田ペパ子、原作：Craft Egg / ブシロード）2017年8月号 - 2018年2月号、12月号、2019年1月号
- ヴァンガード ユニット解説オリジナル小説 惑星クレイ物語（ノ霧）創刊号 - 2018年4月号
- まけるな!!あくのぐんだん!（徳井青空）創刊号 - 2018年5月号
- みにヴぁん（Quily）創刊号 - 2018年6月号（2013年9月号までは『ケロケロエース』）
  - みにヴぁん ハイ!!（Quily）2018年7月号 - 2021年10月号
- 童話の国のALiCE（荒木佑輔）2018年8月号、9月号、2020年6月号、7月号
- 少女☆歌劇 レヴュースタァライト オーバーチュア（漫画：轟斗ソラ、脚本：中村彼方、原作：ブシロード / ネルケプランニング / キネマシトラス）2018年3月号
- 舞台 スタァライト SHOW MUST GO ON（漫画：綾杉つばき、原作：ブシロード / ネルケプランニング / キネマシトラス）2018年2月号 - 2019年1月号
- BanG Dream!（バンドリ!）（ストーリー原案：中村航、原作：ISSEN、漫画：柏原麻実）2016年5月号 - 2019年3月号
- ヴァンガードG ストライドジェネレーション（原作：伊藤彰、漫画：平和ライチ、ファイト構成：神田秀人）2015年5月号 - 2019年3月号[11]、2019年10月号
- アナザーヴァンガード 星導のアスカ（漫画：三越はるは、構成：中条兜）2018年1月号 - 2020年5月号
- 舞台 少女☆歌劇 レヴュースタァライト -The LIVE-#2 Transition（漫画：綾杉つばき、原作：ブシロード / ネルケプランニング / キネマシトラス）2019年2月号 - 12月号
- ロストディケイド（佐藤夕子）2020年1月号 、2月号
- D4DJ Around story!（漫画：やちぇ、原案：ブシロード）2020年5月号、6月号
- 月ブシTV劇場（パトリシアーナ菊池）2018年2月号 - 2020年11月号
- よんこま すたぁらいと（漫画：巻々廻、原作：ブシロード / ネルケプランニング / キネマシトラス）2018年2月号 - 2021年5月号[12]
- D4DJ-The story of Happy Around!-（漫画：倉崎もろこ、原案：ブシロード）2020年11月号 -　終了時期不明
- 思春期と男子校!?と中野くん（東385） 2020年11月号 - 2022年3月号[13]
- グリザイア クロノスリベリオン でっどすとっく！（漫画：槌居、原作：フロントウイング）2020年12月号 - 2022年5月号[14]
- 石田彩のイベントレポート NUMA探訪（石田彩）2019年12月号 - 2022年7月号
- D4DJ-4コマmix!-（漫画：しろくま、原案：ブシロード）2020年10月号 - 2022年8月号[15]
- カードファイト!! ヴァンガード ターナバウト（ネーム原作：伊藤彰、作画：影山なおゆき）2020年9月号 - 2023年1月号
- ぷちゴナビス（漫画：渡空燕丸、原作：ブシロード、キャラクター原案：三好輝）2019年12月号 - 2023年3月号[16]
- アサルトリリィ League of Gardens -full bloom-（漫画：月並甲介、コミカライズ構成：阿羅本景、原作：尾花沢軒栄、脚本原案：桜木さやか、設定協力：シャフト）2020年8月号[17] - 2023年3月号[16]
- 本日のおすすめメニューはカードです!?（漫画：石田 彩、原案：ブシロード）2022年12月号[18] - 2023年4月号
- カードファイト!! ヴァンガード firstDress（原案：伊藤彰、漫画：影山なおゆき）2023年5月号 - 7月号
- ラブライブ！スクールアイドルフェスティバルALL STARS イベントメモリー（原作：矢立肇、原案：公野櫻子、ストーリー制作：バンダイナムコフィルムワークス／ブシロード、漫画：槌居）2023年7月号
- よんこま十三機兵防衛圏!! ～こちらセクターX～（漫画：柊タイガー、原作：ATLUS）2021年1月号 - 2023年11月号

### 読者投稿ページ
創刊号（2013年10月号）から2015年6月号までは『おたよりキャピタル』。同年7月号より『前略、月（ゲツ）のブシより』として掲載。リニューアルにより文字ネタ、イラストネタともにはがき投稿が不要となった（はがきでも可能だが本誌に専用アンケートはがきが付属しなくなったこともあり、PC、スマートフォン投稿を推奨している）。

## 月刊ブシロード出張版
『ブシロードTCGマガジン』としてカードゲーム専門店などに配布されていたフリーペーパーを、2015年からリニューアルした無料冊子。発行はブシロード。約16ページほどの冊子で本誌の情報ページに当たる商品情報をカラーで掲載。『ブシロードTCGマガジン』時代には『キングオブ豆しばプロレス』の本誌に先駆けての掲載や、『かあどぶ』と『ファイヤーレオン』の合作4コマなどが出張掲載された。

## 単行本
特にレーベルを持たず、前身であるケロケロエースの流れでカドカワコミックス（角川書店→KADOKAWA）扱いで刊行。ただし創刊以降の連載作単行本はKADOKAWA単独から「発行：ブシロード、発売：KADOKAWA」と発行元が変わっている（これに伴い、発行人もブシロードの木谷高明に変更）。更に月刊ブシロードのブシロードメディアへの発行移管に伴い、コミックスの発行元もブシロードメディアになっている。なお、コミックス帯では「月ブシコミックス」の表記も見られる。
第1弾となったのは2013年12月21日に発売された『カードファイト! ! ヴァンガード』第7巻（伊藤彰）。
2014年3月26日には創刊以降の連載作である『熱風海陸ブシロード SIDE:SUOU』第1巻（原作：吉田直 / ブシロード / ニトロプラス 脚本：ハラダサヤカ 漫画：細雪純 / キネマシトラス）が発売された。
なお、2014年7月までに発売されたコミックスはすべてブシロード制作ゲームの限定トレーディングカードが付属していた。

## 月刊ブシロードTV（テレビ放送版）
2014年4月11日から2020年6月28日までTOKYO MX他で放送されていたバラエティ番組。TOKYO MXでの放送時間は幾度か変更されている。略称は「月ブシ」「月ブシTV」。本項では便宜上、MCの交代やタイトルの変更ごとにシーズンを区別し、第1期・第2期…と表記する。

### 概要
本誌で扱われているトレーディングカードゲームをはじめとするコンテンツとバラエティを融合させた内容となる。MCは基本的に響の所属声優（出演当時含む）やブシロードの各種コンテンツに関わる声優が担当している。タイトルに「月刊」とあるが、番組自体は毎週放送されていた。
2017年2月から6月までは『月刊ブシロードTV with BanG Dream!』（第2期）として放送。
同年7月から『月刊ブシロードTV with 戸山姉妹 feat. ガルパ!』（第3期）として放送。同年10月からプチリニューアルし、タイトルから『feat. ガルパ!』が外れる（第4期）。
2018年4月から8月までは『月刊ブシロードTV with ヴァンガード』（第5期）として放送。また『BanG Dream!』に関する内容は、事実上『バンドリ!TV』に引き継がれ、愛美と尾崎由香は同番組のMCとなった。
同年9月から『月刊ブシロードTV with トリモン & BanG Dream!』（第6期）として放送。これ以降、第8期まで（7.5期は除く）、ブシロードの各種コンテンツと『BanG Dream!』に関する内容となっていた。同年11月からは『月刊ブシロードTV with 九州三国志 & BanG Dream!』（第7期）として放送。
2019年3月には『BanG Dream！ ガールズバンドパーティ！』の2周年に合わせ、1ヶ月限定で『月刊ブシロードTV ガルパ2周年記念SP』（第7.5期）として放送。
同年4月から『月刊ブシロードTV with スタァライト & BanG Dream！』（第8期）としてリニューアル。なお、同年6月29日と7月6日は、『月刊ブシロードTV with 戦姫絶唱シンフォギア』として放送。特別版として、同年10月20日と27日は『月刊ブシロードTV Presents スタリラ1周年&3rdスタァライブ開催記念SP』、同年11月17日と24日は『月刊ブシロードTV with ラブライブ！スクールアイドルフェスティバル ALL STARS』がそれぞれ放送された。
2020年1月5日は『月刊ブシロードTV with Reバース』として放送。翌週の1月12日からは、タイトルから『BanG Dream！』が外れ、『月刊ブシロードTV with スタァライト & ヴァンガード』（第9期）に改題された。なお、タイトルに『ヴァンガード』が入るのは、第5期以来となる。また、「月刊ブシロード」のリニューアルに合わせ、タイトルロゴが英字に変更された。同年6月28日をもって、番組開始当初から唯一放送を続けてきたTOKYO MXでの放送が終了となり、同時にテレビ放送からYouTubeでの配信に移行された。
2018年3月まではブシロードの一社提供となっていたが、2018年4月からはブシロードの音楽部門であるブシロードミュージックとの二社提供となっている。スポンサー枠は長らく3分だったが、2019年10月から2分に縮小された。
番組の制作は、本誌の編集発行と同じくブシロードメディアによって行われていたが、2020年2月1日付で株式会社ブシロードムーブに移管された。

### 地上波放送終了時点の出演者
MC
- 小山百代（2019年4月6日 - 2020年6月28日）
- 相羽あいな（2016年10月6日 - 2017年1月26日、2019年4月6日 - 2020年6月28日）

コーナーレギュラー
- 西尾夕香（2019年7月13日 - 2020年6月28日）
- 岩田陽葵（2019年9月7日 - 2020年6月28日）
- 前田誠二（2020年1月12日 - 6月28日）
- 日向大輔（2020年1月12日 - 6月28日）

#### 過去の出演者
MC
- 徳井青空（2014年4月11日 - 2015年3月27日）
- 橘田いずみ（2014年4月11日 - 9月26日、2015年4月3日 - 2017年1月26日、2018年4月7日 - 8月26日）
- 愛美（2014年4月11日 - 9月26日、2015年7月2日 - 2016年9月29日 、2017年7月6日[注 14] - 2018年3月29日）
- 新田恵海（2014年10月3日 - 2015年6月26日）
- 佐々木未来（2015年）※橘田の代役
- Poppin'Party （愛美、伊藤彩沙、西本りみ、大塚紗英、大橋彩香）（2017年2月2日 - 6月29日）
- 伊藤彩沙（2018年4月7日 - 8月26日[注 15]）
- 尾崎由香（2017年7月6日 - 2018年3月29日[注 16]、2018年9月2日 - 2019年3月31日[注 17]）
- 西本りみ（2018年9月2日 - 2019年3月31日[注 18]）
- 悠木碧、日笠陽子（2019年6月29日・7月6日[注 19]）
- 久保田未夢、村上奈津実、田中ちえ美（2019年11月17日・24日[注 20]）
- 西尾夕香、進藤あまね、遠野ひかる、岩田陽葵、三村遙佳、葉月ひまり（2020年1月5日[注 21]）

コーナーレギュラー
- 工藤晴香（2017年7月6日 - 2018年3月29日）
- 遠野ひかる（2018年4月7日 - 2019年6月22日[注 22]）
- 紡木吏佐（2018年4月7日 - 2019年6月22日[注 22]）
- 伊藤彩沙（2018年9月2日 - 2019年）
- 大塚紗英（2017年7月6日 - 2018年3月29日、2019年5月4日 - 2019年12月29日）

### 地上波放送終了時点のコーナー
月ブシNEWS→月ブシメニュー→帰ってきた月ブシNEWS→旬な情報をお届け!月ブシNEWS
本誌の内容やカードゲームを紹介。『with 戸山姉妹』（前期）開始時に改題。『with ヴァンガード』リニューアル時に復活し、『with トリモン & BanG Dream!』開始時に再改題。ナビゲーターは、「アヤユカ」（声 - 伊藤彩沙、尾崎由香）→西本、伊藤（with BanG Dream!）→愛美、尾崎（with 戸山姉妹）→遠野、紡木（with ヴァンガードからwith スタァライト & BanG Dream!）→西尾（with スタァライト - のリニューアル以降）が務める。西尾はコーナー中に毎回様々なチャレンジ（早口言葉・けん玉・フラフープなど）を行い、成功すると次回は別のチャレンジとなり、失敗した場合はそのまま次回へ持ち越され、成功するまで毎回挑戦することとなる。
放課後ヴァンガード教室
橘タツヤ役の前田、マーク・ホワイティング役の日向の二人によるヴァンガードの最新情報を伝えるコーナー。
今週のアサルトリリィ
アサルトリリィで吉村・Thi・梅を演じる岩田が、武器と美少女と戦いがテーマのアクションドールシリーズ『アサルトリリィ』から毎週オススメのアクションドールを紹介するコーナー。
ReバースGO！GO！
新TCG「Reバース」にまつわる情報をお届けするコーナー。東山有役の西尾と藤堂圭役の小山がMCを務める。

### 過去のコーナー
ブシロードアワー
ゲストと司会者がトークやゲームをするコーナー。2017年1月までは、このコーナーが中心だった。
オレに聞け!〈フューチャーカード バディファイト〉
アミーゴ★タカタが『フューチャーカード バディファイト』に関する知識を紹介。
神動画「ゴッド☆フナヤマのオーマイバティー!」
内容はオレに聞け!とほぼ同じ。最後に一発芸を披露するが、ほぼ失敗する。
朗読劇「橘田 名作劇場」
橘田がある本を適当に選んで、その1コマを読むコーナー。基本的に帯のところを読むことが多い。「あいみん 名作劇場」として愛美が務めることもある。
インタビューしよ子

DJ愛美のベストヒットブシロード！
DJに扮した愛美があるアニメソングに注目して語るコーナー。
キッチー3分コクチング

潜入！リアル新日本プロレス
2014年10月-2015年ごろ
ヴァンガードG 「熱くヴァン語ろうぜ！」
『カードファイト!! ヴァンガードG』で主人公を演じている石井マークがヴァンガードの魅力を1分で語るコーナー。たとえ話している途中でも1分たてば強制的に終了となる。
クイズ!ブシロード

おざぴゅあ天気予報

バンドリ!情報局（with BanG Dream!）
BanG Dream!に関する情報を紹介。ナビゲーターは司会の5人が交代して務める。
ポピパライブライブラリー（with BanG Dream!）
過去のライブ映像からポピパが歌った1曲を紹介するコーナー。
尾崎由香のぱぴぴゅあぽん（with BanG Dream!）
尾崎が相棒のぽんちゃんと共に様々なグッズを紹介するコーナー。
ガルパチャレンジ（with 戸山姉妹 feat.ガルパ）
ゲストの声優がガルパにチャレンジするコーナー。後に『バンドリ!TV』で復活した。
さえチとくどはるのうわさばなし（with 戸山姉妹）
大塚紗英と工藤晴香がバンドリ!やガルパにまつわるうわさ話をしながら最新情報を伝えるコーナー。
フレッシュフラッシュアンサー（with 戸山姉妹）
ゲストが指定された質問に5秒間で答えるコーナー。リニューアルのため、わずか2ヶ月で終了。
とのぴーとつむつむのいいね部屋（with ヴァンガード）
内容は月ブシNEWSとほぼ同じ。遠野ひかると紡木吏佐が担当。2018年7月のリニューアルの際に終了。
VanTube（with ヴァンガード）
ヴァンガードに関する情報を伝えるコーナー。司会者の2人が担当。いいね部屋と同じく、2018年7月のリニューアルの際に終了。
私立トリモン学園（with ヴァンガード）
遠野が『トリプルモンスターズ』をプレイしながら解説していくコーナー。
ミニカードゲームファイト （with ヴァンガード）
VanTubeの後継コーナー。司会者の2人がヴァンガードのカードを使って、色々なミニゲームに挑戦する。
トリモン 最強エヴォーカーへの道（with トリモン & BanG Dream!）
私立トリモン学園の後継コーナー。司会者の2人が『トリプルモンスターズ』について1から学び最強のエヴォーカーを目指すコーナー。
目指せ！天下への道（with 九州三国志 & BanG Dream!）
西本・尾崎が『九州三国志』について一から学び天下統一を目指しつつ最新情報を伝えるコーナー。説明はキューチュウ（『with 九州三国志 & BanG Dream!』第5回よりブシロード広報のキャサリンも加入）が担当。
この◯◯、どこの◯◯！？
「ガルパしながらバンドリ!の告知してみた」の後に行われるコーナー、「コミック版 BanG Dream! バンドリ」から抜き出された1コマがどのシーンかを当てるコーナー（〇〇にはキャラクター名或いはバンド名が入る。伊藤のときは「有咲」、西本のときは第5回から第9回は「りみりん」、第14回からは「ポピパ」）。2019年春のリニューアル後、「バンドリ!の告知してみた」のみとなり、コーナー自体が自然消滅した。
ガルパしながらバンドリ!の告知してみた
『with トリモン & BanG Dream!』開始時にスタートしたコーナー。伊藤（with 九州三国志 & BanG Dreamまで）→大塚が扮する「ガルパ番長さえチ」（with スタァライト & BanG Dream!）がガルパをしながら最新情報を伝える、欲張りで無茶振りなコーナー。片方が途中で終了した場合（ガルパ中に最新情報を伝え終えるかガルパが失敗する）はもう片方に専念となるが、放送回によっては尺の都合でお知らせ後のガルパを省略して、即コーナー終了となる場合もあった。

### ゲスト
※放送日はMXに準ずる
- ＃1（2014年4月11日） 三森すずこ
- ＃4（2014年5月2日） 田口隆祐（新日本プロレスリング）、森りょういち
- ＃5（2014年5月9日） 桜庭和志、森りょういち
- ＃6（2014年5月16日） 佐藤拓也
- ＃9（2014年6月6日） 新田恵海
- ＃13 - 15（2014年7月4日・11日・18日）新田恵海（3週に渡って出演）
- ＃26 - 29（2014年10月3日・10日・17日・24日）森嶋秀太（4週に渡って出演）
- ＃37（2014年12月19日）愛美
- ＃95（2016年2月11日）水瀬いのり
- ＃105、106（2016年4月21日・28日）鈴木愛奈、松井恵理子
- ＃107、108（2016年5月5日・12日）千菅春香
- ＃201、202（2018年3月1日・8日）富田麻帆、相羽あいな
- ＃207 - 209（2018年4月14日・21日・28日）ゲストなし[注 27]
- ＃226（2018年8月26日）三森すずこ
- スタリラ1周年&3rdスタァライブ開催記念SP（2019年10月20日・27日）富田麻帆、佐藤日向、岩田陽葵、小泉萌香、生田輝

### スタッフ
- 企画 - 木谷高明
- プロデューサー - 奥村越後屋
- 制作プロデューサー - 河合真一
- ディレクター - 山口智也
- 編集 - 増田絵美子、柳澤諭、能登梢果
- MA - バウムレーベン
- 構成作家 - 大輪貴史（途中から）、福田郁子
- 技術 - magokoro factory
- 美術 - LOOP
- 制作協力 - COO lnc.

過去のスタッフ
- プロデューサー - 相良洋一
- 協力 - 和泉勇一、笹尾裕子
- 制作プロデューサー - 岩本多玖海
- ディレクター - 上田治、城市圭介
- MA - クロスコ
- 美術 - フジアール
- 制作著作 - TOKYO MX

### ネット局
2014年12月まではBS11でも放送されていた。BS11放送終了後からBSフジへのネット開始までの1年3ヶ月間はTOKYO MX独占放送となるが、救済措置としてYouTubeにて1週間限定配信されていた。2016年4月よりBSフジにてBS局でのネットを再開。なお、YouTubeでの配信は継続。
2018年3月をもって、BSフジでの放送が終了。同年4月より、TOKYO MX・サンテレビの放送とYouTube配信に変更。
2019年9月をもって、サンテレビの放送が終了。同年10月から放送終了まではTOKYO MXの放送とYouTubeでの配信による形だった。
| 第1期                                     | 第1期      | 第1期                                           | 第1期                                           | 第1期                | 第1期 |
| 放送地域                                  | 放送局     | 放送期間                                        | 放送日時                                        | 放送系列             | 備考 |
| ----------------------------------------- | ---------- | ----------------------------------------------- | ----------------------------------------------- | -------------------- | --- |
| 東京都                                    | TOKYO MX   | 2014年4月11日 - 2015年6月26日                   | 金曜 23:00 - 23:30                              | 独立局               | 制作局 |
| 東京都                                    | TOKYO MX   | 2015年7月2日 - 2017年1月26日                    | 木曜 23:00 - 23:30                              | 独立局               | エムキャスにてサイマル配信                                                                                     |
| 日本全域                                  | BS11       | 2014年4月12日 - 12月27日                        | 土曜 18:30 - 19:00                              | BS放送               | 2015年1月3日から『みるみるミルキィ』をネットするため打ち切り                                                   |
| 日本全域                                  | BSフジ     | 2016年4月8日 - 9月30日                          | 金曜 0:00 - 0:30（木曜深夜）                    | フジテレビ系列BS放送 | |
| 日本全域                                  | BSフジ     | 2016年10月28日 - 2017年1月27日                  | 金曜 0:05 - 0:35（木曜深夜）                    | フジテレビ系列BS放送 | |
| 第2期「with BanG Dream!」                 |            |                                                 |                                                 |                      | |
| 東京都                                    | TOKYO MX   | 2017年2月2日 - 6月29日                          | 木曜 23:00 - 23:30                              | 独立局               | エムキャスにてサイマル配信                                                                                     |
| 日本全域                                  | BSフジ     | 2017年2月3日 - 6月30日                          | 金曜 0:00 - 0:30（木曜深夜）                    | フジテレビ系列BS放送 | |
| 第3期「with 戸山姉妹 feat. ガルパ！」     |            |                                                 |                                                 |                      | |
| 東京都                                    | TOKYO MX   | 2017年7月6日 - 9月28日                          | 木曜 23:00 - 23:30                              | 独立局               | エムキャスにてサイマル配信                                                                                     |
| 日本全域                                  | BSフジ     | 2017年7月7日 - 9月29日                          | 金曜 0:00 - 0:30（木曜深夜）                    | フジテレビ系列BS放送 | |
| 第4期「with 戸山姉妹」                    |            |                                                 |                                                 |                      | |
| 東京都                                    | TOKYO MX   | 2017年10月5日 - 2018年3月29日                   | 木曜 23:00 - 23:30                              | 独立局               | エムキャスにてサイマル配信                                                                                     |
| 日本全域                                  | BSフジ     | 2017年10月6日 - 2018年3月30日                   | 金曜 0:00 - 0:30（木曜深夜）                    | フジテレビ系列BS放送 | |
| 第5期「with ヴァンガード」                |            |                                                 |                                                 |                      | |
| 東京都                                    | TOKYO MX   | 2018年4月7日 - 6月30日                          | 土曜 22:00 - 22:30                              | 独立局               | エムキャスにてサイマル配信                                                                                     |
| 東京都                                    | TOKYO MX   | 2018年7月8日 - 8月26日                          | 日曜 11:00 - 11:30                              | 独立局               | エムキャスにてサイマル配信                                                                                     |
| 兵庫県                                    | サンテレビ | 2018年4月9日 - 6月25日                          | 月曜 1:00 - 1:30（日曜深夜）                    | 独立局               | |
| 兵庫県                                    | サンテレビ | 2018年7月2日 - 8月27日                          | 月曜 1:30 - 2:00（日曜深夜）                    | 独立局               | |
| 第6期「with トリモン & BanG Dream！」     |            |                                                 |                                                 |                      | |
| 東京都                                    | TOKYO MX   | 2018年9月2日 - 10月28日                         | 日曜 11:00 - 11:30                              | 独立局               | エムキャスにてサイマル配信                                                                                     |
| 兵庫県                                    | サンテレビ | 2018年9月3日 - 9月24日 2018年10月1日 - 10月29日 | 月曜 1:30 - 2:00（日曜深夜） 月曜 18:30 - 19:00 | 独立局               | |
| 第7期「with 九州三国志 & BanG Dream！」   |            |                                                 |                                                 |                      | |
| 東京都                                    | TOKYO MX   | 2018年11月4日 - 2019年2月24日                   | 日曜 11:00 - 11:30                              | 独立局               | エムキャスにてサイマル配信                                                                                     |
| 兵庫県                                    | サンテレビ | 2018年11月5日 - 2019年2月25日                   | 月曜 18:30 - 19:00                              | 独立局               | |
| 第7.5期「ガルパ2周年SP」                  |            |                                                 |                                                 |                      | |
| 東京都                                    | TOKYO MX   | 2019年3月3日 - 3月31日                          | 日曜 11:00 - 11:30                              | 独立局               | エムキャスにてサイマル配信                                                                                     |
| 兵庫県                                    | サンテレビ | 2019年3月4日 - 4月1日                           | 月曜 18:30 - 19:00                              | 独立局               | |
| 第8期「with スタァライト & BanG Dream！」 |            |                                                 |                                                 |                      | |
| 東京都                                    | TOKYO MX   | 2019年4月6日 - 9月28日                          | 土曜 22:00 - 22:30                              | 独立局               | エムキャスにてサイマル配信。 2019年6月29日・7月6日・10月20日・10月27日・11月17日・11月24日は特別版として放送。 |
| 東京都                                    | TOKYO MX   | 2019年10月6日 - 12月29日                        | 日曜 21:30 - 22:00                              | 独立局               | エムキャスにてサイマル配信。 2019年6月29日・7月6日・10月20日・10月27日・11月17日・11月24日は特別版として放送。 |
| 兵庫県                                    | サンテレビ | 2019年4月6日 - 9月28日                          | 土曜 22:00 - 22:30                              | 独立局               | 2019年6月29日・7月6日は休止。                                                                                  |
| 第9期「with スタァライト & ヴァンガード」 |            |                                                 |                                                 |                      | |
| 東京都                                    | TOKYO MX   | 2020年1月12日 - 6月28日                         | 日曜21:30 - 22:00                               | 独立局               | エムキャスにてサイマル配信                                                                                     |

配信について
- 前述の通り、BS11のネット打ち切りに伴い開始された。当初はTOKYO MXの放送終了後に、ブシロードチャンネル→バンドリ!ちゃんねる（リニューアル後）にて1週間限定公開されていたが、2017年8月から前後編に分けて水曜21:00に前編、木曜21:00に後編がバンドリ!ちゃんねるにて2週間限定で配信されるようになった[注 31]。
  - 2018年4月のリニューアル後は土曜23:30にヴァンガードchにて最新回を2週間限定公開。MXの放送時間変更に伴い、同年7月からは公開される時間が日曜12:00に変更されたが、番組のリニューアルにより、同年9月から2019年3月まではバンドリ!ちゃんねるにて配信された。
  - 2019年4月のリニューアル後は再び前後編に分けて配信されるようになり、スタァライトチャンネルでは、前編が金曜21:00、後編が土曜21:00に公開。また、引き続きバンドリ!ちゃんねるでも配信され、日曜0:00（前編）と同日12:00（後編）に変更された（いずれも1ヶ月限定公開）。2019年10月以降、前者の公開時間が、土曜20:30（前編）と日曜20:30（後編）。後者の公開時間が、月曜0:00（前編）と月曜12:00（後編）に変更された。2020年1月のタイトル変更後は、バンドリ!ちゃんねるに替わり、ヴァンガードchにて配信されるようになった（時間は不変）[注 32]。
- 特別版の場合は、通常放送の番組を配信するYouTubeチャンネルではなく、特別版の内容に関連するチャンネルで配信される。また、地上波の放送から遅れて配信される場合もある。

| TOKYO MX 金曜 23:00 - 23:30枠                                                              | TOKYO MX 金曜 23:00 - 23:30枠 | TOKYO MX 金曜 23:00 - 23:30枠                                               |
| 前番組                                                                                     | 番組名 | 次番組                                                                      |
| ------------------------------------------------------------------------------------------ | --- | --------------------------------------------------------------------------- |
| -                                                                                          | 月刊ブシロードTV （2014.4.11 - 2015.6.26） | ULTRA SUPER ANIME TIME 【ここからアニメ枠】                                 |
| TOKYO MX1 木曜 23:00 - 23:30枠                                                             | |                                                                             |
| えとたま 【ここまでアニメ枠】                                                              | 月刊ブシロードTV ↓ 月刊ブシロードTV with BanG Dream! ↓ 月刊ブシロードTV with 戸山姉妹 feat.ガルパ! ↓ 月刊ブシロードTV with 戸山姉妹 （2015.7.2 - 2018.3.29）                                       | バンドリ!TV                                                                 |
| TOKYO MX1 土曜 22:00 - 22:30                                                               | |                                                                             |
| サンリオ男子 【ここまでアニメ枠】                                                          | 月刊ブシロードTV with ヴァンガード （2018.4.7 - 6.30） | フューチャーカード バディファイト 【ここから再度アニメ枠】                  |
| バミューダトライアングル 〜カラフル・パストラーレ〜 【ここまでアニメ枠】                   | 月刊ブシロードTV with スタァライト & BanG Dream! （2019.4.6 - 9.28） | 転生したらスライムだった件 ※再放送 【ここから再度アニメ枠】                 |
| TOKYO MX1 日曜 11:00 - 11:30                                                               | |                                                                             |
| カードファイト!! ヴァンガード （2018年版） ※再放送 【途中で打ち切り】 【ここまでアニメ枠】 | 月刊ブシロードTV with ヴァンガード ↓ 月刊ブシロードTV with トリモン & BanG Dream！ ↓ 月刊ブシロードTV with 九州三国志 & BanG Dream！ ↓ 月刊ブシロードTV ガルパ2周年記念SP （2018.7.8 - 2019.3.31） | フューチャーカード バディファイト 【30分繰り上げ】 【ここから再度アニメ枠】 |
| TOKYO MX1 日曜 21:30 - 22:00                                                               | |                                                                             |
| Run Girls, Run!のらんがばん! ※再放送                                                       | 月刊ブシロードTV with スタァライト & BanG Dream! ↓ 月刊ブシロードTV with スタァライト & ヴァンガード （2019.10.6 - 2020.6.28）                                                                     | number24 ※再放送                                                            |

## 月刊ブシロードTV（WEB番組）
2020年7月8日より毎週水曜日21:00にブシロードチャンネルにて配信されている。WEB番組への移行に伴い、タイトルが2017年1月以来、約3年5ヵ月ぶりに『月刊ブシロードTV』となった。
MCは『 - with スタァライト & ヴァンガード』から続投する小山百代と西尾夕香が担当。なお、西尾は月ブシNEWSを兼任する。

### コーナー
月ブシピックアップ
番組が注目する商品・イベントなどの最新情報をピックアップしていくコーナー。
今週のさわってみよう！
各ブシロードコンテンツの新商品やおすすめグッズをMCのお2人が実際に触れて頂き商品の最新情報をお届けするコーナー。
月ブシNEWS
テレビ放送版から継続。本誌の内容やカードゲームを紹介。

## アヤユカ
- 2016年1月、月刊ブシロードから生まれた「カードゲームを愛する者だけに見える（?）妖精」がコンセプトのキャラクター。
- アヤとユカの二人組。
- 『月刊ブシロードTV』の「月ブシNEWS」を担当している。
- アヤの伊藤彩沙、ユカの尾崎由香による声優ユニットとしても活動。
- 2016年7月から2017年1月まで、茨城県公式インターネット動画サイトのいばキラTVにて、アヤユカのペコペコいばらき♥[23]の配信が行われた。